# O, saliga stund utan like
O, saliga stund utan like är en sång med text från 1890 av Johan Halmrast och musik av Kristian Wendelborg.

## Publicerad i
- Musik till Frälsningsarméns sångbok 1907 som nr 413.
- Frälsningsarméns sångbok 1929 som nr 527 under rubriken "Högtider och särskilda tillfällen - Påsk".
- Frälsningsarméns sångbok 1968 som nr 626 under rubriken "Högtider - Påsk".
- EFS-tillägget 1986 som nr 740 under rubriken "Påsk"
- Frälsningsarméns sångbok 1990 som nr 739 under rubriken "Påsk".
- Lova Herren 1988 som nummer 189 under rubriken "Påsk".